# Epicureismo

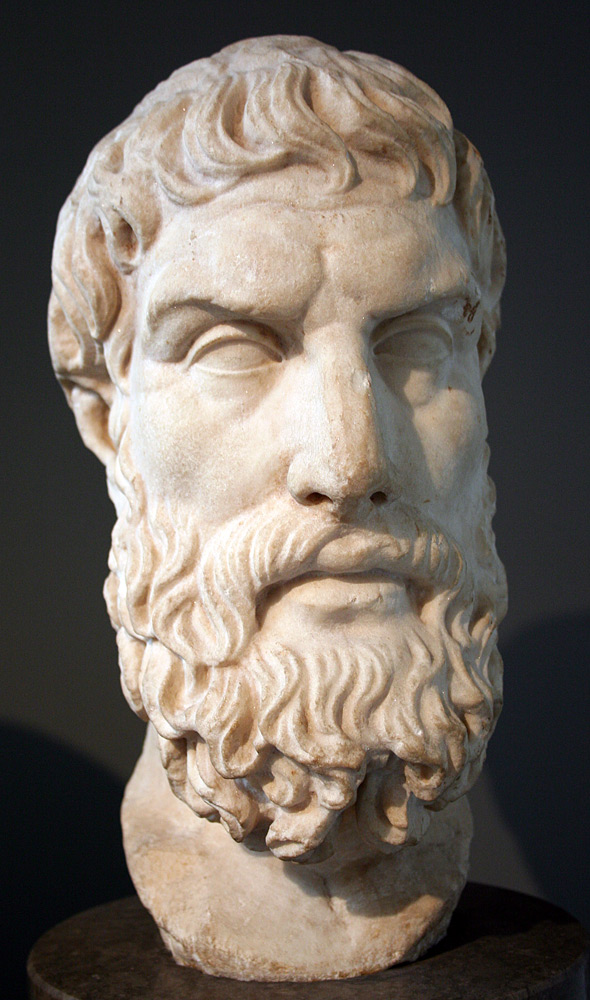
Epicuro

L'epicureismo è la filosofia della scuola di Epicuro. 
Il termine ha nella storiografia filosofica due significati sovrapponibili ma non coincidenti. Da un lato esso sta a indicare "la filosofia originaria di Epicuro", da un altro "la storia dei pensatori che, dalla sua enunciazione dal IV secolo a.C. al presente, si sono rifatti a Epicuro": in altre parole, nel primo significa "il pensiero di Epicuro", nel secondo "la storia del pensiero dei seguaci di Epicuro", ed è questo il significato prevalente.
La dottrina epicurea, di ispirazione atomista, s'innesta nel clima culturale ed etico dell'ellenismo che dopo la delusione politica seguita alla caduta della democrazia ateniese «subordina tutta la ricerca filosofica all'esigenza di garantire all'uomo la tranquillità dello spirito».
Nella prospettiva del raggiungimento di questo obiettivo, Epicuro fonda il suo pensiero su tre principi:
1. «il sensismo, cioè il principio per il quale la sensazione è il criterio della verità e il criterio del bene (il quale ultimo s'identifica perciò col piacere);
2. l'atomismo per il quale Epicuro spiegava la formazione e il mutamento delle cose mediante l'unirsi e il disunirsi degli atomi e la nascita delle sensazioni come l'azione di strati di atomi, provenienti dalle cose, sugli atomi dell'anima;
3. il semi-ateismo per il quale Epicuro riteneva che gli dèi esistono sì, ma non hanno alcuna parte nella formazione e nel governo del mondo.»[2]

Caratteristica della filosofia epicurea è, in accordo con l'assetto del mondo ellenistico, il rifiuto della vita politica - non era più possibile il dibattito, poiché il potere era irraggiungibile - e degli onori.

## Dottrine
Precisato quanto sopra, è opportuno iniziare a parlare di epicureismo considerandolo nel primo significato, per ricordare quali sono i fondamenti del pensiero del suo fondatore e le sue tesi principali. L'epicureismo, o filosofia del "Giardino", nome della scuola fondata da Epicuro e luogo dove teneva le sue lezioni, è la dottrina filosofica di Epicuro. La sua filosofia si basa sull'atomismo, pur discostandosi da Democrito, e sull'eudemonismo, intendendo con ciò la ricerca del piacere in modo diverso da come la concepiva Aristippo, allievo di Socrate.
Egli riprende la teoria degli atomi traendone conclusioni di tipo etico capaci di liberare l'uomo da alcune delle sue paure primordiali, come quella della morte. Ritiene che il criterio della verità sia la conoscenza sensibile, ovvero solo i sensi sono veri e infallibili, insieme all'esperienza e, in sede etica, le emozioni. Grazie alle impronte che le cose sensibili lasciano nell'anima l'uomo è in grado di formulare dei concetti, o anticipazioni (in quanto il possesso di un concetto permette l'anticipazione delle sensazioni future).

### La filosofia dei quattro farmaci (quadrifarmaco/tetrafarmaco)
Gli Epicurei, in primis il romano Lucrezio, il più noto dei seguaci di Epicuro (degli altri rimangono pochi frammenti filosofici, mentre di Lucrezio un intero poema), vedono nella filosofia la via d'accesso alla felicità, dove per felicità s'intende l'atarassia (liberazione dalle paure e dai turbamenti, imperturbabilità), contingentemente al raggiungimento del piacere.
La filosofia, quindi, ha uno scopo pratico nella vita degli uomini; essa è uno strumento il cui fine è la felicità:
Su questa convinzione, la ricerca scientifica atta all'investigazione delle cause del mondo naturale ha lo stesso fine della filosofia:
- Liberare gli uomini dal timore degli dèi, dimostrando che essi esistono e vivono nell'Intramundia, ma, per la loro natura perfetta, essi non si curano delle faccende degli uomini (esseri imperfetti);
- Liberare gli uomini dal timore della morte, dimostrando che essa non è nulla per l'uomo dal momento che "quando ci siamo noi, non c'è la morte, quando c'è la morte non ci siamo noi", perciò la morte non è mai un'esperienza umana;
- Dimostrare l'accessibilità del limite del piacere, ossia la facile raggiungibilità del piacere stesso, che, se stabile, coincide con la felicità;
- Dimostrare la lontananza del limite del male, cioè la provvisorietà e la brevità del dolore. Epicuro infatti divide il dolore in due tipi: quello sordo, con cui si convive, e quello acuto, che passa in fretta. Se invece il dolore è grave, si ritorna al problema della morte; se non lo è, è effimero.

### Le tre prospettive fondamentali dell'epicureismo
Epicuro segue la tripartizione della filosofia in: logica o «canonica», fisica ed etica.

#### Il sensismo e la canonica
La logica tenta di dare un criterio di verità, un canone, cioè una regola che serve all'uomo per orientarsi nella ricerca del piacere. Essa è dunque la teoria della conoscenza. Il criterio della verità è costituito dalle sensazioni cioè l'esperienza, dalle anticipazioni e dalle emozioni. Le sensazioni costituiscono il primo criterio di verità perché derivano dalla verità stessa. Le sensazioni, infatti, si formano dalle immagini (in greco εὶδολα, eidola) delle cose e queste si creano da un flusso costituito di atomi che si staccano dalle cose stesse (simulacra). Le sensazioni, dunque, derivano direttamente dalle cose e ne sono parte: dunque sono sempre vere. Il sensismo è il principio per cui la sensazione è criterio di verità e, quindi, di bene (che poi si identifica con il piacere).
La moltitudine di sensazioni ripetute formano i concetti o anticipazioni, che sono gli schemi della nostra mente e fungono da riassunto mnemonico delle esperienze mentali e da anticipazioni di quelle future. I concetti, dal momento che derivano dalle sensazioni (primo criterio di verità) costituiscono, insieme a esse, il criterio fondamentale della verità. Facciamo un esempio: un bambino deve imparare che cos'è il fuoco la prima volta che lo sente. Impara dunque la sensazione del caldo, di pericolo e di paura. Dopo che avrà visto più fuochi, e li avrà “sentiti” tutte le volte, imparandoli a memoria, non solo non avrà più bisogno di sentirlo tutte le volte direttamente, perché ne avrà percepito il concetto, ma potrà anche anticiparlo.
Secondo gli epicurei, le sensazioni e i concetti non possono essere fonti di errori perché non possono essere confermate da una sensazione/concetto omogenei, né da una sensazione/concetto che li confuti provenendo da un altro oggetto. L'opinione (la δοξα, doxa) invece è confermata come vera se confermata dalle testimonianze dei sensi, tramite l'esperienza. In questo meccanismo il ragionamento si trova a essere in stretta connessione con i fenomeni percepiti e ha lo scopo di estendere la conoscenza anche a ciò che risulta in un primo ordine di considerazioni oscuro alla sensazione stessa.

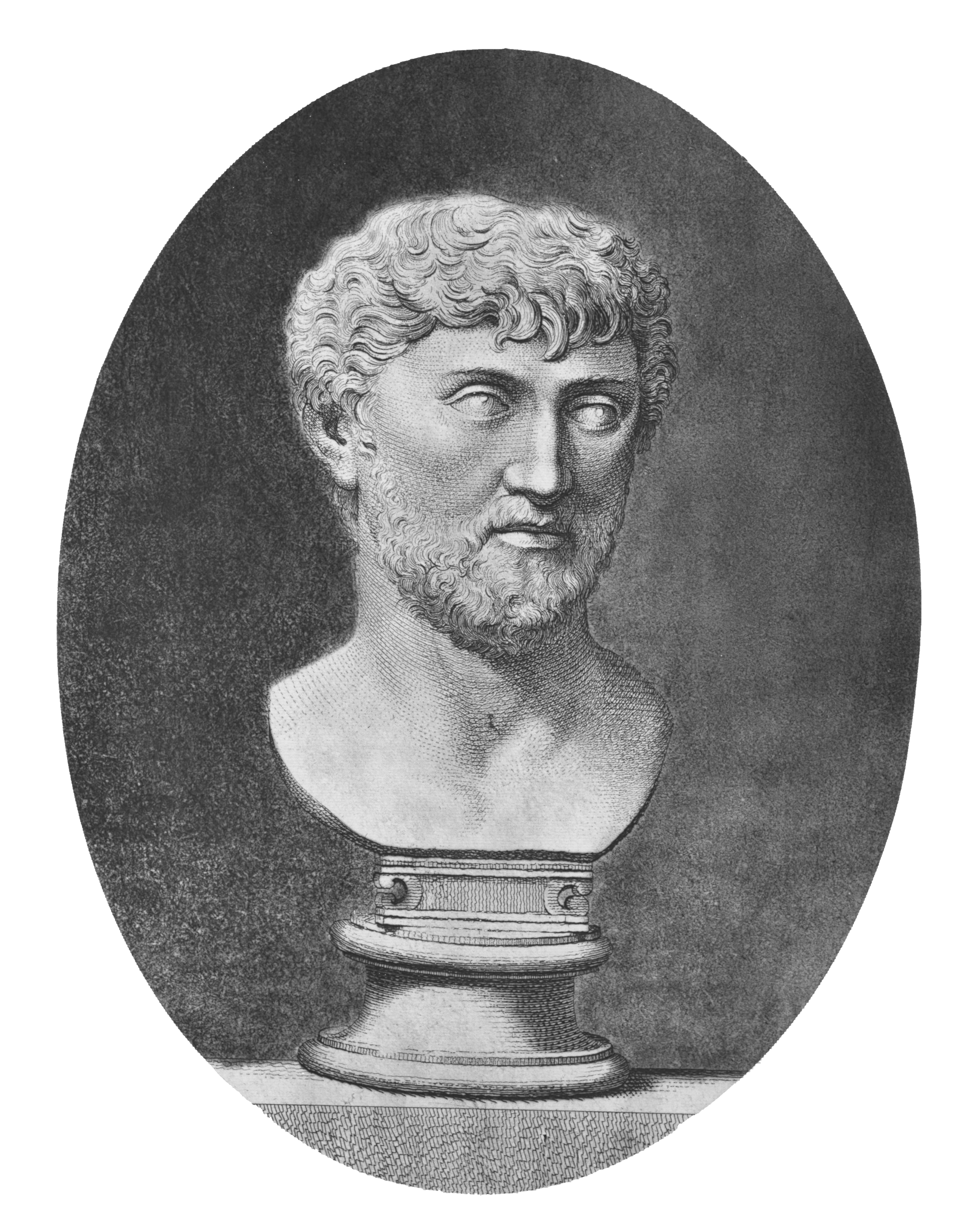
Lucrezio, poeta epicureo romano

#### L'atomismo e la fisica
La concezione della fisica degli epicurei è meccanicistica, perché si avvale esclusivamente del principio del movimento dei corpi per spiegare tutto ciò che è fisico. Viene escluso, quindi, ogni possibile principio di finalismo. Ne deriva che tutto ciò che esiste, per gli epicurei, non può che essere corpo, dal momento che solo il corpo può agire o subire un'azione - secondo la definizione platonica di essere. Il vuoto (unico “non corpo”) è considerato necessario al movimento dei corpi, ma proprio per la sua natura incorporea è passivo, non agisce, non subisce. Come Democrito, gli epicurei ritengono che nel vuoto, infinito, vi siano corpi minuscoli e indivisibili che muovendosi si urtano, unendosi o dividendosi.
Unione di corpi è la vita, disgregazione di corpi è la morte. Al fine di ribadire l'idea del carattere accidentale e casuale dell'universo, Epicuro introdusse il concetto di clinamen, ovvero la possibilità degli atomi di deviare la direzione della loro caduta, dando vita così a nuove combinazioni; il clinamen motiva lo scontro tra atomi, che altrimenti non avverrebbe poiché secondo Epicuro le particelle, aventi tutte lo stesso peso, cadono dall'alto verso il basso alla stessa velocità e dunque in mancanza di una deviazione non si incontrerebbero mai; da questo segue che la direzione dei corpi non rispetta nessun disegno finalistico, ma è determinata unicamente dalla necessità intrinseca alla materia di muoversi. È dunque presente un elemento di casualità che contravviene al determinismo democriteo; inoltre la clinamen non è direttamente attestata dagli scritti di Epicuro, ma gliela attribuisce Lucrezio.

#### La religione e l'etica
Altro principio fondamentale degli epicurei è la convinzione che gli dèi esistano, ma non si preoccupino minimamente dell'andamento delle cose terrene, né abbiano la minima intenzione di governare il mondo materiale. Essi si trovano negli intermundia (gli spazi che si trovano tra i molti mondi esistenti), ma esistono certamente, poiché, avendone l'uomo l'immagine mentale, ricollegandosi al criterio di verità epicureo della prolessi, è necessario appunto, affinché ci sia questa rappresentazione nella mente umana, che gli dèi esistano; inoltre, essi sono antropomorfi, perché la forma dell'uomo, secondo gli epicurei, è la più perfetta e razionale. In questa posizione, l'anima si trova a essere un composto materiale di atomi che si diffondono nel corpo. Gli atomi dell'anima hanno una forma differente dagli altri, sono più sottili e rotondi.
Per gli epicurei la felicità è piacere e il piacere può essere in movimento (gioia) o stabile, catastematico (assenza di dolore). Soltanto la totale assenza di dolore (aponia) e di turbamento (atarassia) sono eticamente accettabili e dunque costituiscono la vera felicità. Queste si raggiungono solo se si seguono quelli che gli epicurei definiscono "bisogni naturali" (per esempio la fame). La limitazione qualitativa e quantitativa dei piaceri è il problema stesso della virtù etica, in quanto segno evidente della condizione umana. Proprio per questo i piaceri si dividono in naturali necessari (per esempio il mangiare), naturali non necessari (per esempio il mangiar molto, o il mangiare cibi raffinati) e vani, cioè né naturali né necessari (ad esempio, l'arricchirsi): i primi devono essere assecondati, i secondi possono essere concessi ogni tanto, mentre i terzi devono essere assolutamente evitati.
Epicuro afferma che la morte “non è nulla per noi”: né un bene, né un male, perché con essa viene meno ogni sensazione, a cui sono legati il piacere e il dolore. Per chi si è convinto che la morte non è da temere, non c’è nulla di terribile neanche nella vita. Egli confuta il timore affermando che, quando noi ci siamo, la morte non c’è, e quando c’è la morte, non ci siamo più noi. La morte non riguarda né i vivi né i morti poiché essa rappresenta la fine di ogni esperienza. Il saggio è chi non desidera la vita né teme la morte; non disprezza, dunque, la vita, né considera un male la morte.

## Epicurei
- Alceo e Filisco
- Amafinio
- Apollodoro
- Basilide
- Carneisco
- Catullo
- Gaio Cassio Longino
- Cazio Insubro
- Cavalcante dei Cavalcanti (secondo Dante)
- Colote di Lampsaco
- Demetrio di Laconia
- Diogene di Enoanda
- Diogene di Tarso

- Dionisio di Lamptrai
- Epicuro
- Ermarco di Mitilene
- Fedro
- Filodemo di Gadara
- Filonide di Laodicea
- Idomeneo di Lampsaco
- Leonteo di Lampsaco
- Leonzione
- Leonzia (filosofa)
- Lucrezio
- Luciano di Samosata
- Metrodoro di Lampsaco
- Orazio

- Patrone
- Petronio Arbitro
- Polieno di Lampsaco
- Plotina
- Polistrato
- Lucio Calpurnio Pisone Cesonino
- Rabirio
- Siro
- Temista di Lampsaco
- Tito Albucio
- Tito Pomponio Attico
- Publio Virgilio Marone (in gioventù)
- Zenone di Sidone

## Importanza e eredità
Dante colloca gli epicurei nella città infernale di Dite. Sant'Agostino ne stigmatizzò la tensione al piacere.
Con il Rinascimento e l'illuminismo vengono rivalutati come filosofi razionalisti che intuirono il metodo scientifico ed elaborarono, accanto agli stoici e ai sofisti, una morale umanista, terapeutica, utilitarista e laica molti secoli prima della modernità. 
Il pensiero scientifico di Epicuro, in particolare, è stato ritenuto anticipatore di quello di Galileo Galilei, come emerge anche nella versione organica tramandata da Lucrezio; prevede, con la sua versione dell'atomismo e dell'atomo indivisibile (da questo deriva il nome atomo dato alla particella della materia in fisica, anche se in realtà esso è divisibile in molte parti) anche aspetti della fisica moderna: la speculazione teorica epicurea secondo alcuni intuisce ciò che solo la moderna meccanica quantistica di 23 secoli dopo - e la fisica delle particelle, in cui il quanto è la rappresentazione di tutte le particelle indivisibili - verificò sperimentalmente; un esempio è l'esperimento di Rutherford del 1911, che provò che la materia era fatta per la maggior parte di vuoto, come sosteneva già l'epicureismo, inserendo questo concetto nella filosofia. Nel libro II del trattato Sulla natura e in Contro Teofrasto Epicuro espone la sua teoria sulla luce visibile: ipotizza l'esistenza di particelle di luce, simili a quelle che nella fisica moderna furono dette "quanti di luce" da Einstein e poi fotoni, e sostiene a differenza di altri contemporanei che i colori non siano intrinseci ai corpi o all'occhio, ma legati alla rifrazione, come dimostrerà Isaac Newton. Epicuro fu un precursore anche dell'idea eliocentrica che sarà sostenuta poi in maniera scientifica dall'astronomo suo concittadino Aristarco di Samo, affermando che la Terra non fosse il centro dell'universo come affermato da Aristotele e dal sistema tolemaico che avrà invece successo sulla scia del prestigio che circonderà la concezione del mondo del filosofo di Stagira fino al Medioevo.